# Riku Danzaki
Riku Danzaki (jap. 檀崎 竜孔, Danzaki Riku; * 31. Mai 2000 in Natori, Präfektur Miyagi) ist ein japanischer Fußballspieler.

## Karriere
Riku Danzaki erlernte das Fußballspielen in der Schulmannschaft der Aomori Yamada High School in Aomori. Seinen ersten Profivertrag unterschrieb er 2019 bei Hokkaido Consadole Sapporo. Der Verein aus Sapporo spielte in der höchsten Liga des Landes, der J1 League. Im November 2020 wechselte er auf Leihbasis zum australischen Verein Brisbane Roar. Mit dem Verein aus Brisbane spielt er in der ersten Liga des Landes, der A-League. Für Brisbane absolvierte er 26 Erstligaspiele. Am 1. Juli 2021 kehrte er nach der Ausleihe zu Consadole zurück. Im August 2021 lieh ihn der japanischen Zweitligist JEF United Ichihara Chiba aus. Für den Verein aus Ichihara spielte er viermal in der zweiten Liga. Nach der Ausleihe kehrte er im Januar 2022 nach Sapporo zurück. In Sapporo kam er bis Juli nicht zum Einsatz. Am 9. Juli 2022 wechselte er ein zweites Mal auf Leihbasis nach Australien zu Brisbane Roar.
Im Januar 2023 wechselte Danzaki zum schottischen Erstligisten FC Motherwell.

## Erfolge
Hokkaido Consadole Sapporo
- J.League Cup

2. Platz: 2019